# Hannah Montana: Filmul

Hannah Montana: The Movie este un film muzical american din 2009, adaptarea cinematografică a serialului Hannah Montana de pe Disney Channel. Filmul este produs de David Blocker, Billy Ray Cyrus și Michael Poryes, directorii sunt Peter Chelsom și Daniel Berendsen, personajele sunt bazate pe serialul creat de Poryes iar muzica este asigurată de John Debney. Majoritatea pieselor de pe coloana sonoră sunt compuse de Matthew Gerrard (ce a compus tema muzicală a seriei), Taylor Swift și Robbie Nevil. Cântăreții sunt Miley Cyrus/Hannah Montana, Billy Ray Cyrus, Taylor Swift, Rascal Flatts și Steve Rushton.
Filmul este distribuit de Walt Disney Pictures. A fost filmat în Malibu, Los Angeles și Columbia, Tennessee din Statele Unite.

## Povestea
Filmul se centrează pe personajul principal al seriei, Hannah Montana, alter-egoul lui Miley Stewart. Miley duce o viață dublă pentru a nu se confrunta cu viața de vedetă tot timpul. Dar tatăl ei, Robby Ray, o ia pe Miley din viața ei de Vedetă Pop și o duce în Crowley Corners, satul din Tennessee unde s-a născut, pentru ziua bunicii ei. Acolo se îndrăgostește de un prieten mai vechi, Travis Brody. Ea îi divulgă secretul și, nemaiputând face față, le dezvăluie sătenilor adevărata identitate.

## Actorii
- Miley Cyrus - Miley Stewart/Hannah Montana
- Billy Ray Cyrus - Robby Ray Stewart
- Emily Osment - Lilly Truscott/Lola Luftnagle
- Jason Earles - Jackson Stewart
- Mitchel Musso - Oliver Oken (rol minor)
- Moises Arias - Rico Suave (rol minor)
- Lucas Till - Travis Brody
- Vanessa L. Williams - Vita
- Margo Martindale - Grandma Ruby
- Peter Gunn - Oswald Granger
- Melora Hardin - Lorelai
- Jared Carter - Derrick
- Barry Bostwick - Bradley
- Beau Billingslea - Prmarul
- Katrina Hagger Smith - soția primarului
- Emily Grace Reaves - Cindy Lou
- Jane Carr - Lucinda
- Taylor Swift - cântăreață
- Rascal Flatts - ei însiși (cameo)
- Josh Childs - managerul
- Tyra Banks - ea însăși (cameo)

## Producție
Filmările au început în Aprilie 2008 și au durat până în toamna anului 2008. Scenele au fost filmate în Los Angeles: Santa Monica (petrecerea lui Lilly), Franklin High School (liceul) și Columbia/Nashville (scenele de la țară).
Pentru film, numeroși artiști au contribuit la coloana sonoră, precum Taylor Swift și trupa de country Rascal Flatts. De asemenea, în timpul filmărilor au avut loc unele accidente.
Prima menționare a filmului a fost pe canalul MileyMandy, de pe YouTube.

### Date de Filmare
- aprilie - iunie 2008: Scenele din Los Angeles
- iulie - septembrie 2008: Scenele din Tennessee
- noiembrie 2008 - martie 2009: videoclipurile

## Numere Muzicale
Pentru detalii, vezi articolul Hannah Montana: The Movie (coloana sonoră).
Coloana sonoră a filmului conține 18 piese, 3 dintre ele fiind la început produse pentru alte albume (The Climb, Back To Tennessee și Don't Walk Away). De asemenea, piesele Let's Get Crazy, Let's Do This, Butterfly Fly Away, Bless The Broken Road și Backwards sunt conținute și pe alte albume. Piesele "Let's Do This" și "Spotlight" nu sunt prezentate decât în generic, piesa "What's Not To Like" nu este prezentată în film iar "Rockstar" nu este conținută pe coloana sonoră. 
- Hannah Montana cântă 7 piese
- Miley Cyrus cântă 5 piese (1 compusă)
- Billy Ray Cyrus cântă 2 piese (1 compusă)
- Taylor Swift cântă o piesă (2 compuse)
- Rascal Flatts cântă 2 piese (2 compuse)
- Steve Rushton cântă 2 piese.

Piesa "The Climb" a primit numeroase nominalizări în cadrul premiilor American Music Awards, Teen's Choice Awards, și o nominalizare respinsă la Premiile Grammy, iar albumul a intrat pe locul 1 în clasamentul Billboard și numeroase alte clasamente. Piesele "Butterfly Fly Away", "Don't Walk Away", "You'll Always Find Your Way Back Home", "Back To Tenneessee" și "Hoedown Throwdown" sunt în lista posibilelor nominalizări la premiile Oscar 2010, la categorie "Best Original Song" (from a Movie).
| #  | Titlu                                      | Cântăreț(i)                     | Compozitor(i)                                                                                                 | Durată | Apariție                                                                                       |
| -- | ------------------------------------------ | ------------------------------- | --- | ------ | ---------------------------------------------------------------------------------------------- |
| 1  | "You'll always find your way back home"    | Hannah Montana                  | Taylor Swift și Martin Johnson                                                                                | 3:45   | Cântată de Hannah Montana, după ce și-a dezvălui identitatea.                                  |
| 2  | "Let's Get Crazy"                          | Hannah Montana                  | Colleen Fitzpatrick, Michael Kotch, Dave Derby, Michael "Smidi" Smith, Stefanie Ridel, Mim Nervo și Liv Nervo | 2:37   | Cântată la petrecerea lui Lilly.                                                               |
| 3  | "The Good Life"                            | Hannah Montana                  | Matthew Gerrard and Bridget Benenate                                                                          | 2:59   | Folosită pe fundal,în cadrul luptei dintre Tyra Banks și Hannah.                               |
| 4  | "Everything I Want"                        | Steve Rushton                   | Steve Rushton                                                                                                 | 3:53   | În timpul disputei la telefon dintre Miley și Lilly                                            |
| 5  | "Don't Walk Away"                          | Miley Cyrus                     | Miley Cyrus, John Shanks and Hillary Lindsey                                                                  | 2:48   | Folosită pe fundal, când Miley colecta ouă.                                                    |
| 6  | "Hoedown Throwdown"                        | Miley Cyrus                     | Adam Anders and Nikki Hassman                                                                                 | 3:02   | Prima apariție pe scenă a lui Miley Stewart, la strângerea de fonduri. Folosită și în generic. |
| 7  | "Dream"                                    | Miley Cyrus                     | John Shanks and Kara DioGuardi                                                                                | 3:23   | Folosită la ieșirea lui Miley cu Travis. De asemenea, apare și în Trailer.                     |
| 8  | "The Climb"                                | Miley Cyrus                     | Jessi Alexander and Jon Mabe                                                                                  | 3:57   | Cântată după ce Miley își dezvăluie secretul. Principalul single de pe album.                  |
| 9  | "Butterfly Fly Away"                       | Miley Cyrus and Billy Ray Cyrus | Glen Ballard și Alan Silvestri                                                                                | 3:10   | Cântată de Miley și Robby Ray după ce și-a distrus întâlnirea.                                 |
| 10 | "Backwards" (Acoustic)                     | Rascal Flatts                   | Marcel și Tony Mullins                                                                                        | 3:25   | Acasă la Rubby.                                                                                |
| 11 | "Back to Tennessee"                        | Billy Ray Cyrus                 | Billy Ray Cyrus, Tamara Dunn and Matthew Wilder                                                               | 4:17   | Cântată de Robby Ray la strângerea de fonduri.                                                 |
| 12 | "Crazier"                                  | Taylor Swift                    | Taylor Swift and Robert Ellis Orrall                                                                          | 3:13   | Cântată la strângerea de fonduri.                                                              |
| 13 | "Bless the Broken Road" (Acoustic)         | Rascal Flatts                   | Bobby Boyd, Jeff Hanna și Marcus Hummon                                                                       | 3:55   | La ziua bunicii.                                                                               |
| 14 | "Let's Do This"                            | Hannah Montana                  | Derek George, Tim Owens, Adam Tefteller și Ali Theodore                                                       | 3:32   | Doar în generic.                                                                               |
| 15 | "Spotlight"                                | Hannah Montana                  | Scott Cutler and Anne Preven                                                                                  | 3:07   | Doar în generic.                                                                               |
| 16 | "Game Over"                                | Steve Rushton                   | Steve Rushton, Antony Westgate and Nigel Clark                                                                | 3:53   | La petrecerea lui Lilly.                                                                       |
| 17 | "Rockstar"                                 | Hannah Montana                  | Matthew Gerrard and Robbie Nevil                                                                              | 3:14   | Cântată la concertul Hannei. Nu apare pe album.                                                |
| 18 | "The Best of Both Worlds (2009 Movie Mix)" | Hannah Montana                  | Matthew Gerrard and Robbie Nevil                                                                              | 3:07   | Primul număr muzical al filmului. Versiunea instrumentală apare de mai multe ori în film.      |

## Recepție

### Box Office
A fost un succes Box Office, cu un total de încasări de $155 milioane, ajungând pe locul 1 în America de Nord și Europa.

### Premii și Nominalizări
Filmul a primit numeroase nominalizări, printre care și la "Grammy Music Awards", "American Music Awards", "Teen Choice Awards" și "MTV Movie Awards".
| Categorie                         | Pentru                           | Statut           |
| MTV Movie Awards                  | MTV Movie Awards                 | MTV Movie Awards |
| --------------------------------- | -------------------------------- | ---------------- |
| Best Song from a Movie            | Miley Cyrus (pentru "The Climb") | Câștigat         |
| Breakthrough Performance Female   | Miley Cyrus                      | Nominalizat      |
| Teen Choice Awards                |                                  |                  |
| Choice Movie Actress: Music/Dance | Miley Cyrus                      | Câștigat         |
| Choice Movie Actor: Music/Dance   | Jason Earles                     | Nominalizat      |
| Choice Movie Fresh Face Female    | Emily Osment                     | Nominalizat      |
| Choice Movie Liplock              | Miley Cyrus and Lucas Till       | Nominalizat      |
| Choice Movie: Music/Dance         | Movie                            | Nominalizat      |
| Choice Music Album: Soundtrack    | Movie                            | Câștigat         |
| Premiile Grammy                   |                                  |                  |
| Best Song from a Movie            | The Climb                        | Retras           |

## Lansare
Filmul a fost lansat pe DVD și Blu-Ray din mai 2009. În România din August 2009. Pe micile ecrane, filmul a fost difuzat pe HBO și pe Disney Channel. În România, filmul a fost lansat pe Disney Channel în primăvara lui 2010.

## Diferențe față de serial
- În serial body-guard ul Hannei este Roxy, pe când în film cea ce se ocupă de imaginea ei este Vita.
- În serial Lilly se vede cu Oliver, pe când în film nu. (Filmul, fiind între sezonul 2 și 3, iar Oliver cu Lilly fiind incepand din cel de-al treilea...)
- În film Miley se întâlnește cu Travis, pe când în serial nu, datorită faptului că poate între timp, s-au despărțit.
- În film Miley îi dezvăluie lumii din Tennessee secretul, însă cerându-le să păstreze secretul, acesta ramane taina pentru tot restul lumii.

### Legături cu serialul
- În episoadele "For(Give) A Little Bit" și "Can't Get Home To You Girl" sunt făcute referiri la film
- Cântecele "Rockstar", "Let's Get Crazy", "Let's Do This" și "The Best Of Both Worlds" sunt prezente și în serial.